# Dionisio II di Siracusa
Dionìsio II detto il Giovane (Siracusa, 397 a.C. – Corinto, dopo il 343 a.C.) fu tiranno di Siracusa dal 367 al 357 a.C. e dal 347 al 344 a.C. e tiranno di Locri tra il 357 e il 347 a.C.
Prese il potere sotto la tutela dello zio Dione. Come tiranno seguì le orme di suo padre, Dionìsio I detto il Vecchio. Lo stesso anno della sua salita al trono, rinnovò la pace con i Cartaginesi. Platone, in visita nella città aretusea, sperimentò la violenza del nuovo sovrano quando venne praticamente tenuto prigioniero per un anno.
Nel 366 a.C., dietro le pressioni dello storico Filisto, cacciò lo zio, che disapprovava il suo comportamento. Nel 357 a.C., in seguito a una guerra civile capitanata da Dione, egli dovette abbandonare il comando dello Stato siceliota. Esiliato a Locri Epizefiri, ne divenne in breve il tiranno, ma il popolo calabro insorse uccidendo tutta la sua famiglia e cacciandolo ancora. Ritornò a Siracusa nel 347 a.C. (o forse nel 346 a.C.) e si impadronì ancora del potere rovesciando Niseo in un momento di grande instabilità politica.
Le tensioni con il popolo si acuirono e questa volta il tiranno poté governare solo per tre anni. Assediato a Ortigia da Iceta di Leontini e dalle truppe di molte altre città siciliane, fu detronizzato da Timoleonte e costretto all'esilio in Grecia. Sarebbe morto poverissimo a Corinto, molti anni dopo.

## Biografia
Dionisio il Giovane (νεώτερος, secondo una terminologia antica e forse risalente già al IV secolo a.C.) era figlio di Dionisio il Vecchio (πρεσβύτερος). Condivise con suo padre l'interesse per la filosofia, la scrittura epistolare e fu autore di un componimento in versi su Epicarmo.

### Il Regno di Dionisio II
Dionisio ascese al trono ancora giovane; si ritrovò sotto la tutela del fratello della madre, Dione. 
Lo storico Niccolò Palmeri ha così definito il tempo di Dionisio II:
(Palmeri, p. 140)
Il giovane Dionisio non aveva alcuna esperienza di come si guidasse uno Stato vasto, complesso e ricco di colonie come quello siracusano. Il padre, Dionisio I, l'aveva sempre tenuto lontano dagli affari interni ed esteri, lo aveva fatto crescere chiuso nel castello, circondato da giullari e piaceri di corte. Questo fu forse l'iniziale difficoltà che subito si palesò quando il potere di un così vasto e importante territorio passò nelle mani di questo giovane.
Come prima mossa, Dionisio II, convocò l'Assemblea del popolo e a questa chiese il consenso per potere prendere l'eredità al trono di suo padre. L'Assemblea acconsentì e Dionisio II venne ufficialmente eletto nuovo tiranno di Siracusa. Per ingraziarsi il popolo liberò, concedendo la grazia, 3.000 prigionieri e ridiede alla gente della polis i soldi di tre anni d'imposte. Fin dall'inizio il nuovo tiranno si trovò nella delicata situazione di dover decidere se fare la pace con i cartaginesi o se continuare a far loro la guerra. Impaurito da una così difficile decisione convocò a consiglio i suoi cortigiani, tra i quali, spiccava fra tutti, Dione, che senza paura disse a Dionisio II, che egli, il tiranno di Siracusa, aveva in quel momento nel suo regno una simile condizione di potenza e risorse che poteva «scegliere a senno suo la pace, senza viltà, la guerra senza timore.» Inoltre si offrì Dione stesso ad andar per contrattare con i cartaginesi a chiedere la pace, se così voleva il sovrano; in caso di guerra invece avrebbero costruito senza problemi altre sessanta galee da aggiungere a quelle che già possedevano se si credeva che non potessero bastare. Questo armamento sarebbe avvenuto con il denaro di Dione. Il giovane Dionisio rimase talmente affascinato dalla carica emotiva di Dione, che da quel momento in avanti decise di ascoltare sempre i suoi consigli. Scelse la pace e fu mantenuto con Cartagine lo statu quo.
Dione fu effettivamente uno dei personaggi più influenti della corte siracusana del regno siceliota al tempo dei due Dionisi. Egli era cresciuto con un'ispirazione filosofica, a vent'anni aveva fatto un viaggio nell'Italia meridionale e qui aveva conosciuto Platone, il quale descrisse il giovane Dione come uno dei suoi discepoli filosofici con più passione e giudizio. Il siracusano aveva in seguito sposato una delle figlie di Dionisio I, nonché sua nipote, Arete. Messosi in vista grazie al suo intelletto, Dione era già stato nominato diverse volte da Dionisio I come suo ambasciatore e adesso lo era presso il figlio, il quale, come abbiamo visto, era propenso a seguire le sue diciture. Ma questa vicinanza tra i due fece nascere molte gelosie a corte. Gli altri personaggi influenti vicino al tiranno, che mal sopportavano la figura e il carisma di Dione, misero in giro delle voci diffamatorie sul siracusano in modo da convincere il giovane Dionisio che suo zio in realtà bramava al potere e non stava agendo negli interessi del sovrano. Tali insinuazioni spinsero Dionisio II alla dissolutezza; si lasciò andare all'ubriachezza e si comportò in maniera scellerata, priva di buon senso a corte. Ma Dione, confidando nella giovane età del nuovo tiranno, era convinto di poter farlo ancora cambiare, di trasformare quel ragazzo viziato in un saggio governatore. Così convinse Dionisio a prendere la via della filosofia; egli accettò e fu il tiranno stesso a voler richiamare a Siracusa il più accreditato dei filosofi, Platone.

### Platone e Dionisio II
Nella Lettera VII, scritta probabilmente proprio da lui, Platone ci ha lasciato testimonianza dei suoi pensieri e turbamenti in occasione della partenza per il suo secondo viaggio in Sicilia, raccontandoci cosa realmente lo spinse ad affrontare una situazione rischiosa come quella siracusana:
(Platone, Lettera VII, 328bc)
E aggiunge:
(Platone, Lettera VII, 328c)
Dunque Platone, a distanza di anni, ripensando al viaggio che per la seconda volta lo aveva condotto a Siracusa, ci chiarisce che il motivo per il quale rischiò forse anche la vita non era per compiacere i capricci di ricchi tiranni, ma per cercare di attuare il suo progetto di una Repubblica dei filosofi. In tal senso furono decisive anche le parole di Dione, che Platone stesso ricorda:
(Dione in Platone, Lettera VII, 328a)
Il filosofo ateniese fu sollecitato di recarsi nuovamente a Siracusa, oltre che da Dione, dai pitagorici d'Italia, i quali, essendo sotto li dominio della tirannide siracusana, speravano che imbevendo quel giovane di buoni propositi governativi, il futuro sarebbe stato per tutti migliore. Ma nel frattempo vi era anche chi continuava a bramare a favore di una ferma e solida tirannia; si trattava della fazione opposta a Dione, la quale per rendere il suo ruolo più forte convinse l'inesperto tiranno a richiamare dall'esilio Filisto, il migliore amico di suo padre Dionisio il Grande, esiliato ad Andria si dice per volere spartano, poiché Filisto era un sostenitore e consigliere dell'espansionismo che aveva portato numerose poleis sotto il controllo di Siracusa, la qual cosa era risultata sgradita ad un'altra potenza espansionistica; Sparta. Dione e Filisto divennero dunque i due principali capi delle due opposte fazioni; l'una pretendente per la tirannide assoluta e l'altra per un governo più aperto. In questa situazione giunse, nel 366 a.C., per la sua seconda volta Platone nella rinomata città dei tiranni.
Dionisio II accolse la nave di Platone fino alla spiaggia; da lì fece salire il filosofo su un sontuoso carro trainato da quattro cavalli bianchi e lo portò al suo palazzo, nell'isola di Ortigia. Con la presenza di Platone, la vita di corte si trasformò; Dionisio si mostrò educato, assennato, privo di lusso. Al punto tale che durante un solito rituale di sacrificio agli dei, interruppe il sacerdote che inneggiava alla prosperità della sua tirannide e gli disse «Cessa da tali imprecazioni». Questa improvvisa trasformazione del giovane sovrano preoccupò gli oppositori di Dione, che vedevano in lui il colpevole di questo cambio politico che seriamente minacciava il futuro della tirannide. Filisto e i suoi sostenitori dunque si adoperarono per far comprendere a Dionisio quanto fosse pericoloso, non solo per lui, ma per la vita dell'intera Siracusa, una cessazione della tirannide a favore di una Repubblica filosofica; gli rammentarono che Siracusa «era stata sempre invincibile dai numerosissimi eserciti, ed ora sottomessa era da un sofista», il quale voleva che il tiranno rinunciasse al potere e al lusso solo per indurlo a togliersi dal trono, in modo da sostituirlo con una figlia di Dione ed Arete, anch'ella avente diritto alla corona, in quanto stretta parente di Dionisio I. Tali dubbi ebbero nel poco deciso Dionisio II l'effetto sperato dagli oppositori. Il colpo di grazia alla fiducia tra zio e nipote venne dato dall'intercettazione della lettera che Dione, in qualità di ambasciatore, aveva mandato ai magistrati di Cartagine, dicendo ad essi che per le trattative di pace con Siracusa dovevano rivolgersi esclusivamente a lui. Ovviamente i cospiratori contro Dione e Platone approfittarono di questa missiva diplomatica per far credere al giovane Dionisio che suo zio lo aveva tradito, Filisto gli disse che Dione aveva palesato già con i cartaginesi di voler prendere il suo posto sul trono della polis. Dionisio credette a pieno alle parole di Filisto, così decise di avere un colloquio con Dione. Lo portò in riva al mare, ai piedi dell'acropoli. Qui gli mostrò la lettera incriminata, lo accusò di collusione con i cartaginesi e lo esiliò da Siracusa, facendolo imbarcare e trasportare a forza verso l'Italia.
Il fatto scioccò la corte siracusana e il tiranno si affrettò quindi a tranquillizzare gli animi, dicendo che Dione non era stato esiliato ma solo allontanato temporaneamente. Gli fece inviare le sue ricchezze, i suoi servi e le rendite delle sue proprietà. Ma ciò nonostante rimase la preoccupazione. Il più rammaricato fra tutti fu l'ospite Platone, il quale vide allontanarsi insieme a Dione anche il suo sogno e speranza di poter fondare in Siracusa una Repubblica basata sugli insegnamenti della filosofia. Del resto, l'ateniese aveva già capito che Dione avrebbe avuto un ruolo importante nella vita della polis e nel suo progetto politico:
(Platone, Lettera VII, 327a-b)
Platone vedendosi accusato dagli oppositori di Dione di essere complice e cospiratore per la destituzione del tiranno Dionisio II, preferì andar via da Siracusa e chiese allo stesso Dionisio II di poter lasciare la polis e tornare ad Atene. Il giovane tiranno sperava invece che Platone si dimenticasse in fretta dell'amico Dione e che restasse nella sua corte. Ma il filosofo non vedeva prospettive per rimanere, poiché vedeva sempre più in Dionisio II una dissolutezza che egli non avrebbe potuto cambiare. Non con poche insistenze, e con l'intercedere degli amici tarantini del filosofo, riuscì a lasciare Siracusa, promettendo però al tiranno che sarebbe tornato nella polis quando i siracusani avrebbero cessato la guerra contro Cartagine.

### L'esilio di Dione
Nel frattempo Dione si era ritrovato a vivere in Grecia, qui frequentò l'Accademia di Atene e strinse amicizia con Callippo e con Speusippo (nipote di Platone e suo futuro successore presso l'Accademia). Ma essendo Dione uno dei cittadini più influenti di Siracusa, la quale aveva rapporti diplomatici con le maggiori potenze egee, egli era visto come un importante interlocutore e preziosa fonte di cambio politico per tenere sotto controllo gli affari della polis siciliana; per questo motivo ottenne entrambe le cittadinanze sia di Atene che di Sparta, le quali, sapendo del malcontento che vi era a Siracusa sotto l'attuale tirannia di Dionisio II, evidentemente ritenevano opportuno dimostrare il loro appoggio per Dione, personaggio ben più popolare nonostante l'esilio forzato dalla sua terra natia.
Ma questa benevolenza (reale o di scopo) che i greci dimostravano per Dione, fece ingelosire ancora di più Dionisio II, il quale venuto a sapere dei favori che suo zio riceveva nella Grecia continentale, dichiarò allora che non si mandassero più le rendite a Dione, considerato adesso nemico ancora più pericoloso poiché godeva dell'appoggio di grandi metropoli.

### Terzo viaggio di Platone a Siracusa
Il tiranno Dionisio II non faceva altro che dedicarsi ai suoi studi di filosofia; ne fu totalmente assorto. Invitava a corte i più illustri filosofi e pretendeva, spesso goffamente, di superarli in eloquenza. Vista questa sua nuova e insistente passione per gli studi intellettuali, pensò bene che doveva richiamare a sé il filosofo più nominato di tutti, colui che ad Atene aveva fondato la prima accademia al mondo; Platone. Dionisio II pensò quindi a come convincere l'illustre filosofo a fare ritorno alla sua corte. E trovò il modo di attirarlo con la promessa, che si rivelerà poi falsa, di richiamare Dione dall'esilio a patto però che Platone venisse a Siracusa. Se al contrario, il filosofo si fosse rifiutato, allora egli, il tiranno, non avrebbe potuto garantire alcuna incolumità al destino del suo allievo prediletto, Dione.
Inoltre gli fece scrivere dal capo dei pitagorici d'Italia, nonché capo della Lega Italiota, Archita di Taranto, il quale essendo in stretti rapporti diplomatici con la polis di Siracusa, pregò anch'egli Platone di tornare in Sicilia, dopo avergli assicurato che si era accertato di persona, avendo avuto un colloquio alla corte aretusea con Dionisio II, che il tiranno avrebbe mantenuto la parola data di liberare Dione. Oltre Archita, Dionisio fece inviare lettere a Dione da sua sorella e sua moglie, facendo dire loro che il siracusano, essendo esiliato in Grecia, doveva convincere Platone a tornare a Siracusa.
Ecco allora che Platone, nonostante fosse già grande d'età, decise d'imbarcarsi da Atene diretto in Sicilia per la sua terza volta. A Siracusa vi trovò la stessa gioiosa accoglienza della precedente visita; Dionisio II gli si mostrò subito molto amico e gli fece tutti gli onori possibili. Lo mise ad alloggiare nell'appartamento più lussuoso della polis, chiamato Appartamento dei giardini, gli permise il libero accesso a tutte le stanze, era l'unico che poteva comparire davanti al tiranno senza prima essere perquisito dalle guardie. Insomma, Dionisio II s'impegnò a fondo per far dimenticare a Platone la promessa fattagli di annullare l'esilio imposto a Dione. Ma ciò non avvenne, l'illustre filosofo non aveva affatto dimenticato il motivo per il quale era lì, ed insistentemente chiedeva ogni giorno a Dionisio che richiamasse Dione. Il tiranno un dì perse la pazienza e rispondendogli seccamente che prima o poi l'avrebbe richiamato, data la molestia di Platone, lo fece cambiare di alloggio e lo sistemò negli appartamenti della cittadella, dove alloggiavano i mercenari che detestavano lo sfortunato filosofo; qui rischiò la vita diverse volte, dato che i mercenari volevano ucciderlo. Del resto il pensiero di Platone era chiaro: lui voleva che il tiranno rinunciasse alla tirannide, che licenziasse tutte le sue guardie e che vivesse solo dell'amore dei suoi popoli, ecco perché non andava molto a genio ai mercenari stipendiati da Dionisio II.
Tuttavia le guardie non potevano maltrattarlo troppo, poiché aveva la fama di essere amico del tiranno, e quindi doveva essergli risparmiata la vita. Archita di Taranto, venuto a sapere della grave sorte che era toccata a Platone, decise subito d'intervenire e così mandò degli ambasciatori a Siracusa, con una galera a trenta remi per riprendere Platone e condurlo via dalle mani di Dionisio II. Gli ambasciatori di Archita gli ricordarono che non poteva trattenere Platone contro la sua volontà e che inoltre aveva disatteso la promessa di richiamare Dione dall'esilio, tradendo così la parola data anche a tutti i pitagorici d'Italia che in lui avevano riposto fiducia. Quindi doveva lasciare libero il filosofo ateniese. Dionisio II, forse imbarazzato da quei discorsi e per non inimicarsi gli italici, acconsentì alla partenza.
Fu così che dopo quasi un anno (361-360 a.C.), Platone lasciò Siracusa, guardandola per l'ultima volta, poiché non vi avrebbe più fatto ritorno. In quella città lasciò il rimpianto di non essere riuscito a formare i suoi buoni propositi politici, in quella città che, secondo Platone, doveva essere l'incipit per dare l'avvio ad una nuova era politica e sociale.

### La guerra civile

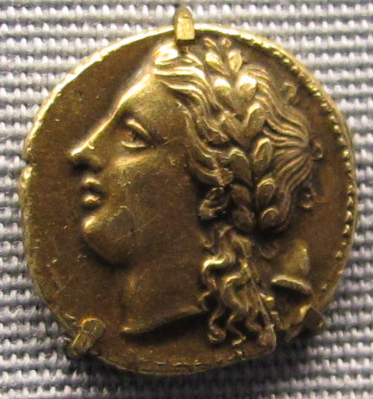
Moneta siracusana, coniata durante il periodo di Dionisio I e di Dionisio II

Dopo la partenza di Platone, Dionisio II si sentì ancor più ferito nel suo orgoglio e potere. Quindi prese ad odio suo zio Dione, ritenendolo il responsabile dei suoi insuccessi. Per vendetta gli vendette tutti i suoi beni e cosa ancor più grave, fece divorziare sua moglie, Arete, e la fece risposare con un suo amico, il mercenario Timocrate. Dione, venuto a sapere dello scorretto comportamento del tiranno, decise di non tollerare oltre il suo dissennato modo di comandare, organizzò quindi una spedizione, dapprima segreta, che poi rese pubblica, facendo sapere anche a Platone, che nel frattempo era giunto ad Olimpia, che egli stava per partire alla volta della Sicilia con l'intenzione di detronizzare il crudele tiranno. Platone si pronunciò contrario all'iniziativa bellica del suo ex allievo, ma Dione era ormai deciso.
Con 800 soldati partì dall'isola del mar Egeo chiamata Zacinto e si diresse nel Mediterraneo centrale, approdando dopo dodici giorni ad Eraclea Minoa, nei pressi di Akragas. Qui, dopo aver trovato l'appoggio del capo di quella polis, il cartaginese Sinalo, si diresse in marcia verso Syrakousai. Dionisio II che era venuto a sapere in ritardo dell'invasione di Dione, non si trovava nella sua reggia ma bensì in Adriatico, subito quindi s'imbarcò per fare ritorno in patria e fermare i propositi guerriglieri di Dione. Ma l'esule siracusano era già giunto dentro la polis e qui venne accolto dal popolo come liberatore, infatti anche il popolo non sopportava il comportamento di Dionisio e vide in Dione un cambio positivo. Dopo alterne vittorie, e dopo che Dionisio II si era asserraglio dentro la cittadella fortificata all'interno dell'isola di Ortigia, avvennero tragici accadimenti, purtroppo comuni in guerra; venne ucciso il comandante e storiografo siciliano Flisto, vennero commesse violenze sulla popolazione, la città si ridusse in macerie e disperazione per le vie.
Dionisio II lasciò Siracusa e andò a ripararsi in Calabria, nella polis di Locri. Dione nel frattempo, dopo avere avuto pesanti screzi con il popolo siracusano che lo accusò di voler proseguire la tirannide prendendo il potere che era stato dei Dionisi, a seguito dei tragici eventi che coinvolsero la popolazione, riuscì a riconciliarsi con essa, salvando i suoi concittadini dai mercenari e dall'esercito del tiranno. Adesso mancava la presa della cittadella, per dichiarare decaduta la tirannide. E tale presa avvenne dopo che Apollocrate, il figlio di Dionisio II lasciato a comandare la rocca della cittadella, scappò perché si vide abbandonato dagli alleati che non volevano appoggiare la tirannide di suo padre e fu minacciato inoltre dai mercenari che chiedevano denaro e viveri, i quali, a causa del perdurare della guerra, stavano finendo. Così il popolo di Siracusa, con alla sua guida Dione e i suoi soldati, riuscì ad espugnare anche la fortificata isola di Ortigia e riuscì ad abbattere la tirannide che aveva portato sofferenza.

### Il ritorno di Dionisio II
Durante la guerra civile di Siracusa, Dionisio II aveva abbandonato la polis per ripararsi nella terra d'origine di sua madre, l'alleata calabra Locri Epizefiri, nella quale una volta stabilitosi vi aveva instaurato la sua tirannide che durò dal 357 al 347 a.C.

Qui sfruttò i soldi e la società della polis calabra. Dionisio II aveva un unico pensiero; ritornare a Siracusa per riprendersi il trono. Il suo mal governo spinse anche i locresi a ribellarsi alla sua tirannia. Questi, in un atto di crudeltà dello stesso livello di quella del tiranno, uccisero la sua famiglia, lo cacciarono e instaurarono un governo repubblicano. Dionisio II fatto ritorno a Siracusa, dovette sicuramente constatare che del vasto territorio coloniale e imperialistico che gli aveva lasciato suo padre Dionisio I, non era rimasto più nulla o quasi. Tutte le città a lui soggette si erano ribellate e gli rimase in suo controllo Siracusa, la quale, troppo spossata dalle precedenti fatiche, non aveva più la sufficiente forza per difendersi dalla sua nuova tirannia. Ma, non volendosi arrendere a Dionisio II, i siracusani cercarono aiuto ai corinzi, i quali, accorsero in aiuto della loro città-sorella, dato il legame di sangue che legava le due popolazioni, unite dai primi coloni di Corinto sbarcati ad Ortigia nell'ormai lontano 734 a.C. Timoleonte fu il nome del generale corinzio che fu spedito in Sicilia, e sarà lui che, dopo aver battagliato con le ultime forze belliche del tiranno, riuscirà a far cessare definitivamente la tirannide di Dionisio II, ponendo dunque fine a questo periodo storico e incominciandone un altro.

### L'esilio

#### L'esilio di Dionisio II nella cultura greca
Si narra che la guerra civile, l'esilio e infine la povertà di Dionisio II, fecero talmente scalpore e rimasero talmente impresse nell'animo dei greci che quando Filippo II di Macedonia mandò una lettera con intenzioni bellicose agli spartani questi gli risposero con tre sole parole: «Dionisio a Corinto» (proverbio che «tutti i Greci usano»)..
La breve risposta con rimando all'esilio dionisiano era un ammonire il re macedone, avvertendolo che in caso di guerra Sparta sarebbe infine riuscita a cacciarlo e a fargli fare la medesima fine del tiranno siracusano, Dionisio II.